# Anadolu Isuzu

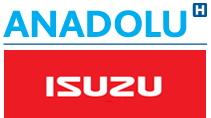
Logo des Anadolu-Isuzu-Joint-Ventures

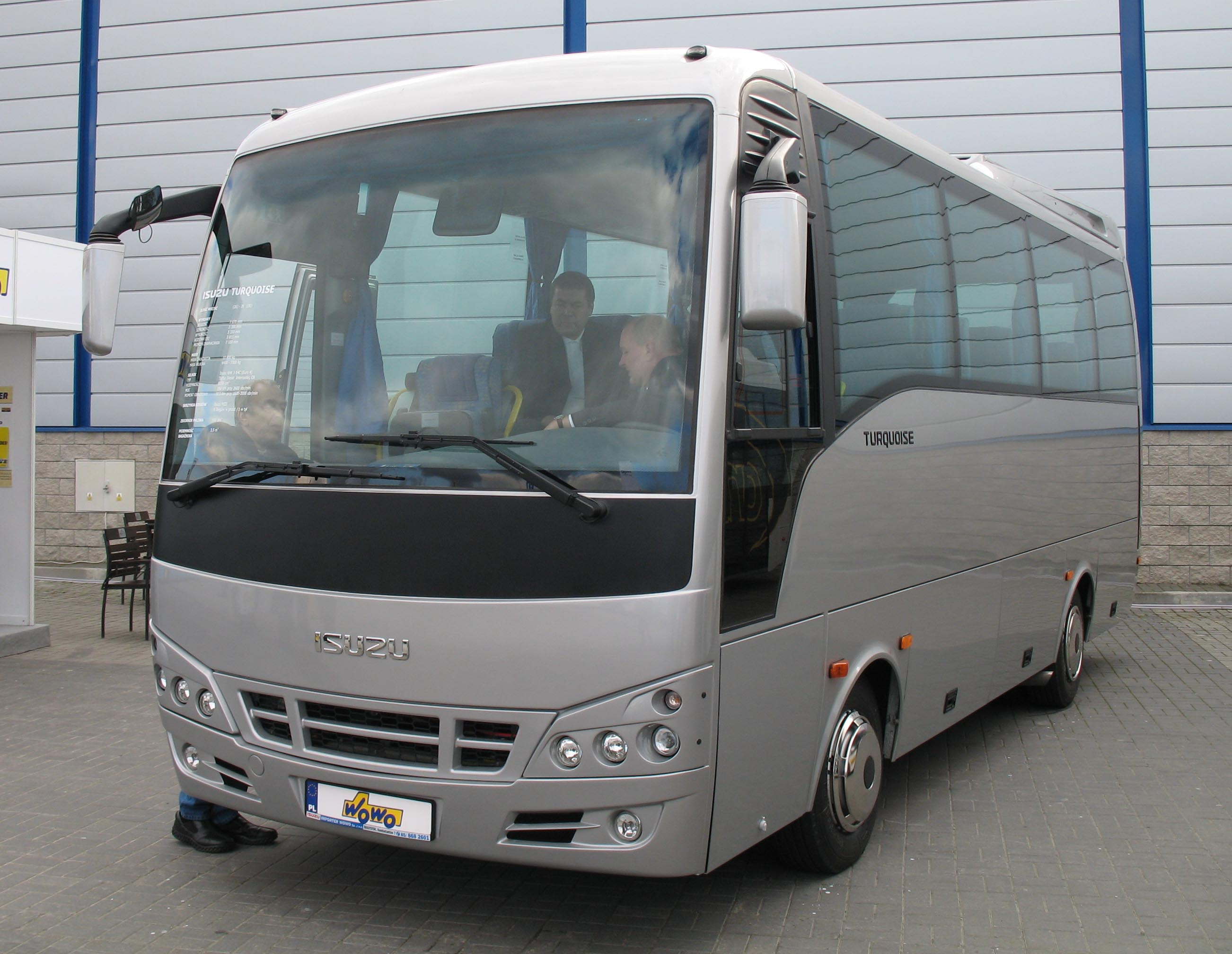
Ein Isuzu Turquoise in Kielce, Polen.

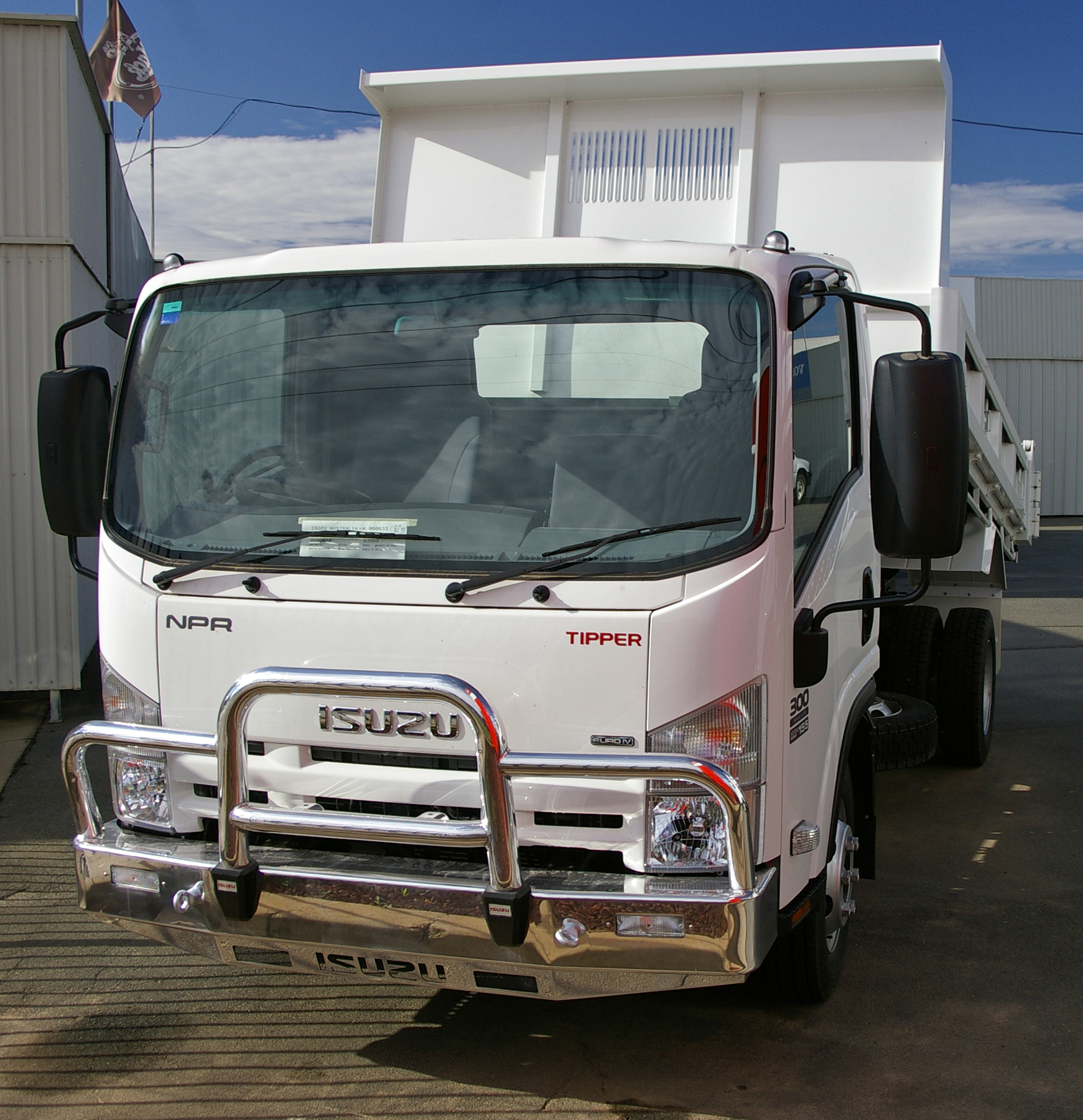
Ein Isuzu NPR Tipper australischer Ausführung

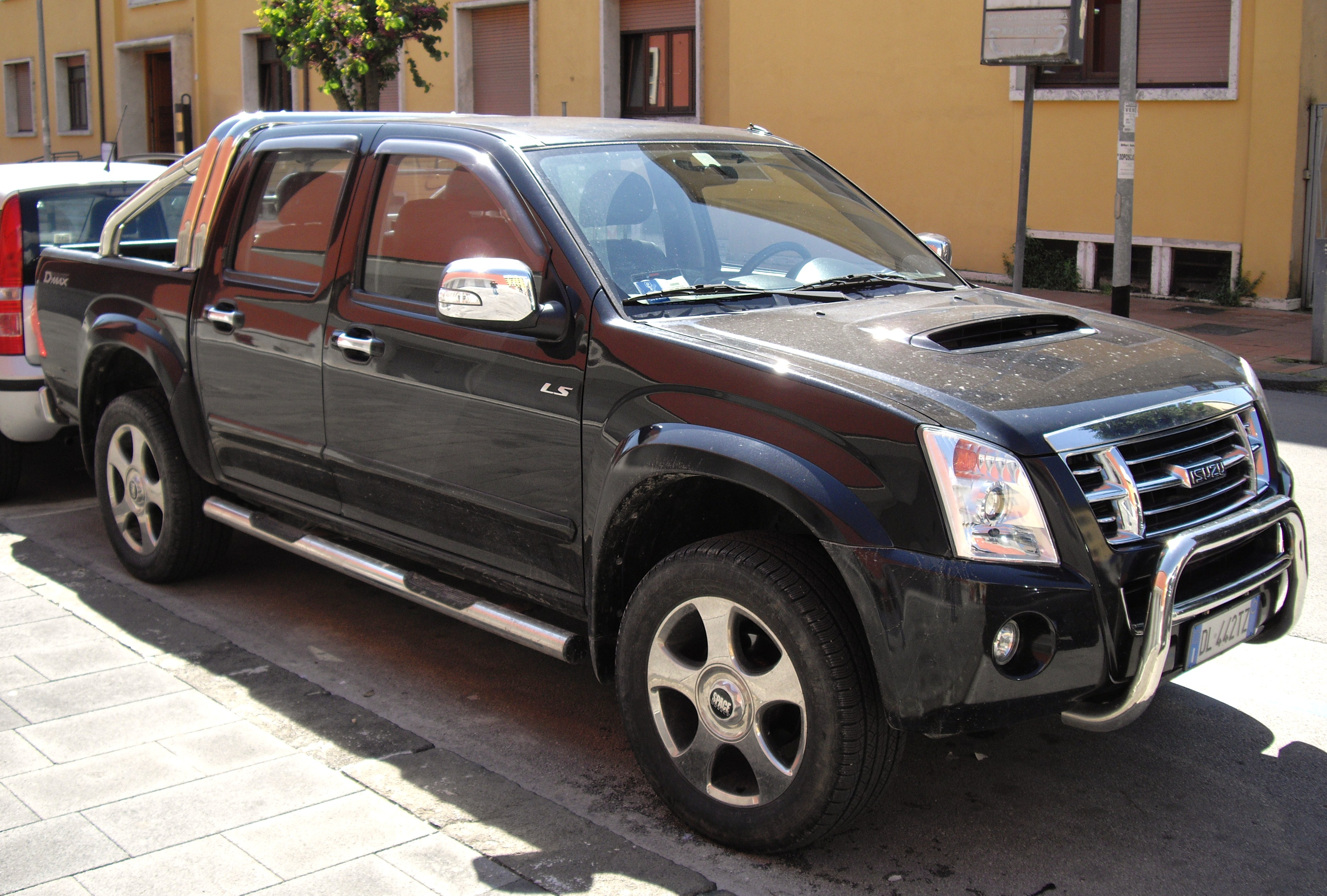
Ein Isuzu D-MAX in Italien.

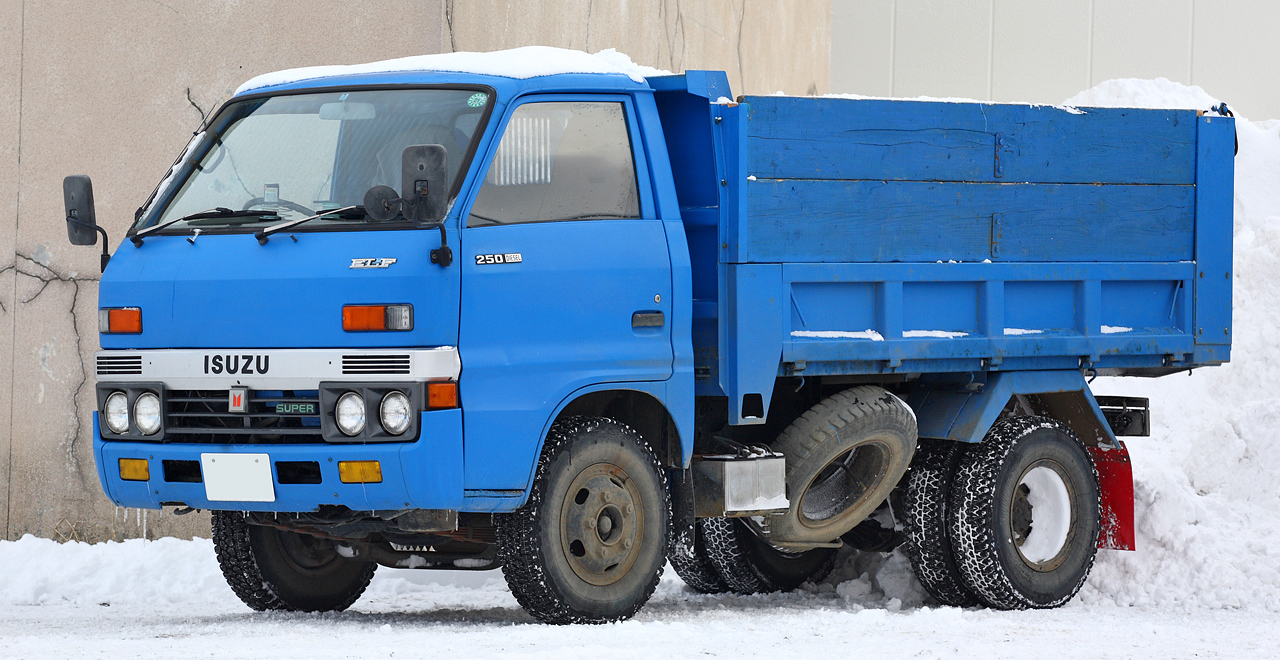
Ein Isuzu Elf, wurde in der Türkei als Isuzu KS gebaut.

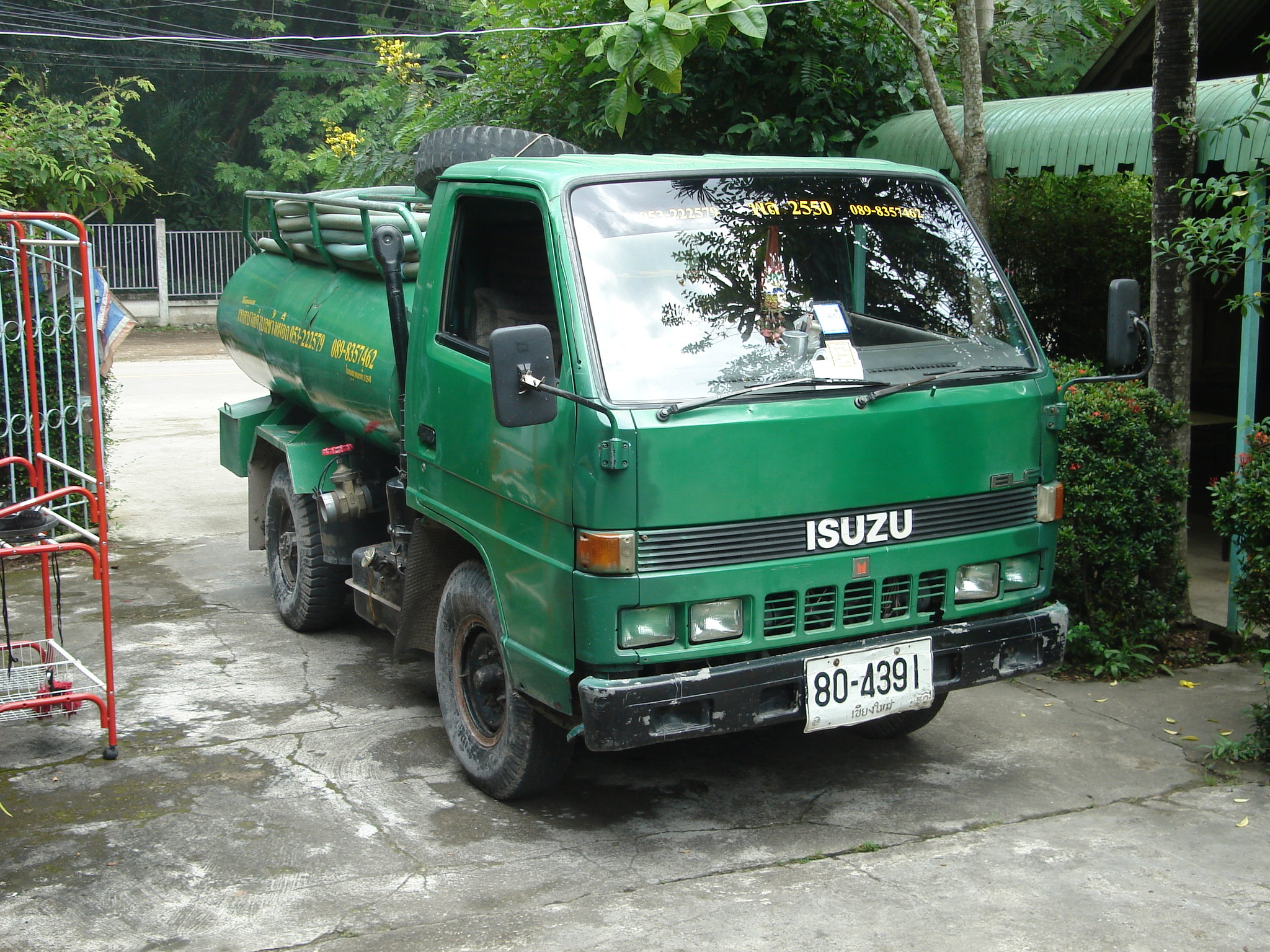
Ein Isuzu Elf, wurde in der Türkei als Isuzu NPR 59 gebaut.

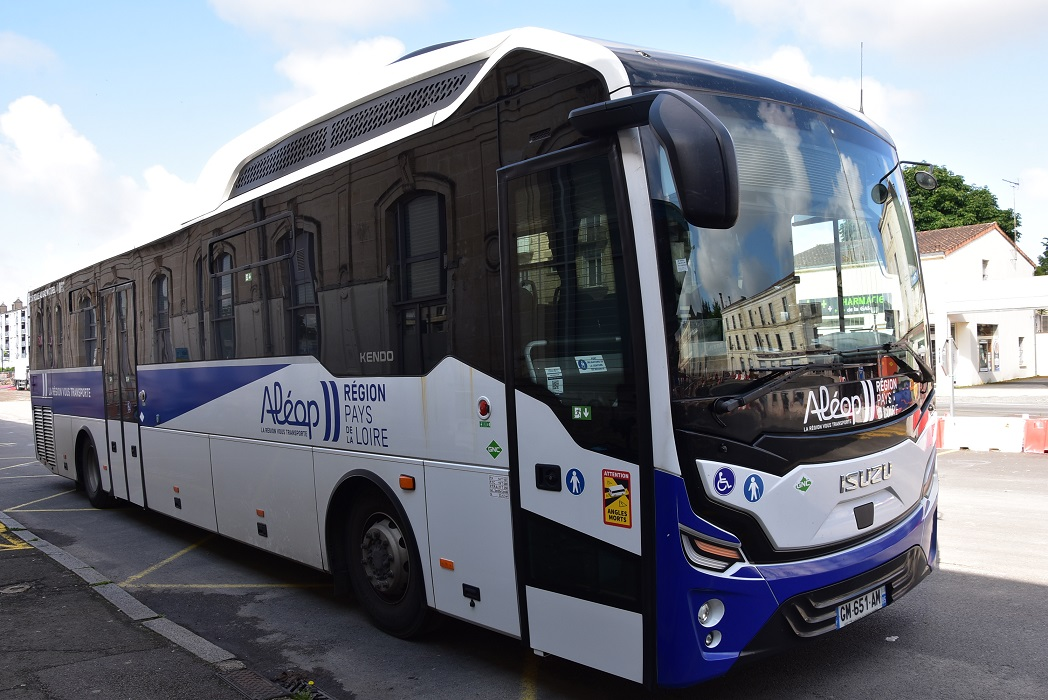
Isuzu Kendo 13 CNG, Frankreich.

Die Anadolu Isuzu Otomotiv Sanayi ve Ticaret A.Ş. ist ein türkischer Nutzfahrzeughersteller mit Sitz in Gebze Şekerpınar, Provinz Kocaeli. Es ist ein Joint Venture der türkischen Holding Anadolu Grubu (derzeit 55,4 %) sowie der japanischen Unternehmen Isuzu (16,99 %) und Itōchū Shōji (12,75 %).

## Geschichte
Erfahrungen im Fahrzeugbau hatte Anadolu bereits mit dem 1965 gegründeten Unternehmen Çelik Montaj mit Sitz in Kartal (Istanbul) gesammelt, in dem Lastwagen und Motorräder produziert wurden. Das Unternehmen wurde 1981 in Anadolu Otomotiv Sanayi imbenannt. Dort wurden bis 1986 auch Lastwagen der Marke Skoda produziert.
Nach Abschluss der Lizenzvereinbarung 1983 begann im Folgejahr die Herstellung von Isuzu-Fahrzeugen. Im Jahr 1986 wurde die Partnerschaft von Isuzu, Itochu und der Anadolu Endüstri Holding besiegelt. Es war die erste türkisch-japanische Partnerschaft in der Automobilbranche.
Die japanischen Partner haben 1996 ihren Anteil auf 35 % erhöht. Dabei wurde der Name in Anadolu Isuzu geändert.
Seit 1997 wird das Unternehmen an der Istanbuler Börse geführt. Zwei Jahre später begann das neue Werk in Gebze Şekerpınar mit der Produktion.
Ab 1994 wurden die ersten Fahrzeuge exportiert, seit 2003 werden Busse in die Europäische Union ausgeführt.
Die inländische Produktion des Isuzu D-Max begann 2012.
Das Unternehmen ist einer der größten Nutzfahrzeughersteller in der Türkei und verkauft mehr als 60 % seiner Produktion ins Ausland.
Anadolu Isuzu ist Teil des Konsortiums, das laut Ankündigung des türkischen Präsidenten bis 2021[veraltet] ein „türkisches“ Automobil herstellen soll.

## Modellübersicht

### Lastkraftwagen
- Isuzu KS
- Isuzu NKR (3,5 Tonnen)
- Isuzu NPR (7,5 Tonnen)
- Isuzu NQR (7,5 und 12,1 Tonnen)

### Busse
- Isuzu Citibus (21 Sitzplätze)
- Isuzu Citimark
- Isuzu Citiport
- Isuzu Citivolt (e-Bus)

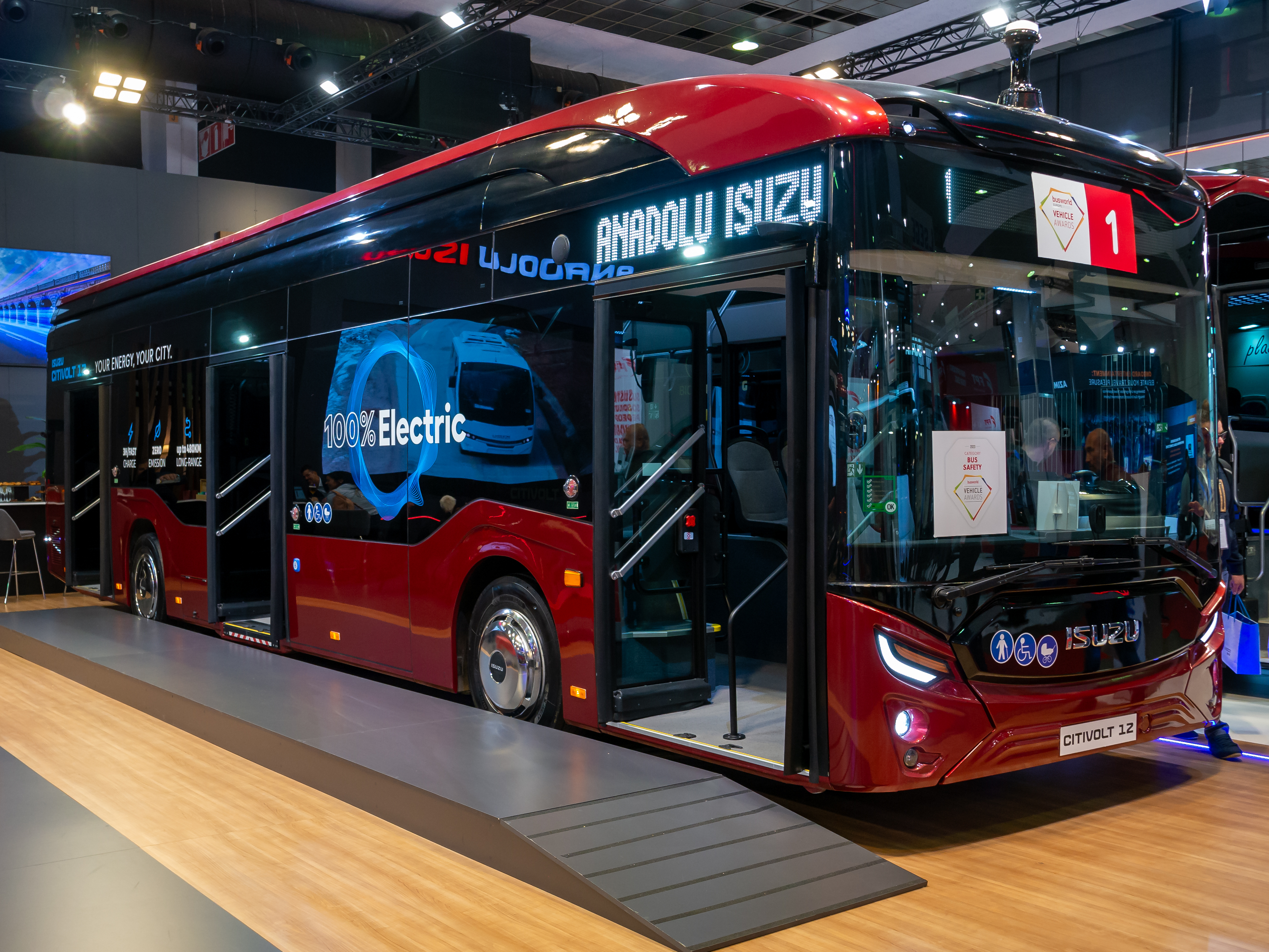
Isuzu Citivolt 12

- Isuzu Classic (23 oder 27 Sitzplätze; je nach Ausführung)
- Isuzu Interurban
- Isuzu Novo
- Isuzu Roybus (27 Sitzplätze)
- Isuzu Turkuaz (im Export auch: Isuzu Turquoise; 31 Sitzplätze)
- Isuzu Urban (50 Sitzplätze)

## Pick-ups
- Isuzu D-MAX